# Ibn Battuta
Abu Abd Allah Muhammad ibn Abd Allah ibn Muhammad ibn Ibrahim al-Lawati al-Tandŷi (en bereber: ⵄⴰⴱⴷⵓ ⴰⵍⴰⵀ ⵎⵓⵃⴰⵎⵎⴰⴷ ⵉⵏⵏⴰ ⵎⵓⵃⵎⵎⴷ ⵉⵏⵏⴰ ⴱⵔⴰⵀⵉⵎ), conocido como Ibn Battuta (en árabe: ابن بطوطة), fue un viajero y explorador de la época de la dinastía Meriní, nacido  el 17 de rayab del año 703 de la Hégira, correspondiente al 24 de febrero de 1304, y muerto en 1377. Formaría parte de la familia de los Banu Battuta. El nacer en esta familia, dedicada a las magistraturas, le permitirá tener una base económica para la realización de este tipo de viajes. 
Es el más conocido de los grandes viajeros musulmanes; su rihla o periplo por el Oriente duró veinte años, que relató con detalle en una crónica dictada al estudioso granadino Ibn Yuzayy, a instancias del sultán marínida (o benimerín). Prácticamente todo lo que se sabe de su vida procede de este relato que, aun siendo fantasioso o exagerado en algunos puntos, es el retrato más fiel que existe de la parte del mundo que el viajero recorrió en esa época. En su viaje cubrió una distancia mayor que la de su contemporáneo Marco Polo, recorriendo en total el oeste, las costas orientales y norte de África, parte del sur y el este de Europa, Oriente medio, la India, Asia central, el sureste asiático y parte de China.
Pareja a la trascendencia del personaje, la Asociación Ibn Battuta, formada por historiadores y profesionales del sector turístico, gestiona el museo de Ibn Battuta en Tánger, en el barrio de Al-kasaba.
La importancia de este viajero, a pesar de que tristemente se vea subestimada, es de gran trascendencia por tratarse de una persona que pudo viajar por medio mundo recogiendo testimonio, en su Rihla, de diversos y espléndidos lugares, al mismo tiempo que los describía y nos hablaba de ellos, pudiendo así usar sus escritos como una fuente para el estudio de la Edad Media del mundo islámico.
En 1976 la Unión Astronómica Internacional llamó «Ibn Battuta» a un astroblema lunar en su honor. El aeropuerto de Tánger, su ciudad natal, también lleva su nombre.

## La Rihla (el viaje)
Muhámmad ibn Battuta inició su viaje con intención de realizar el hajj o peregrinación a La Meca que constituye uno de los cinco pilares del islam, y de visitar la tumba de Mahoma en Medina. Partió de Tánger, según su crónica, el 2 de rayab del 725 de la Hégira, 13 de junio de 1325, «solo, sin compañero con cuya amistad solazarme ni caravana a la que adherirme». Tenía entonces 22 años. No volvería hasta 24 años más tarde, después de haber recorrido más de 120 000 kilómetros, de un extremo a otro del mundo musulmán y fuera de él. Una de las versiones traducidas al castellano se ha denominado A través del Islam, publicada en 1981.

### De Tánger a La Meca
Siguió la costa norte de África, a la que no presta mucha atención en su relato, hasta llegar a Egipto. En esta fase del viaje recorre las ciudades de Tremecén, Argel y Constantina, estas dos últimas acompañado por unos comerciantes tunecinos. Al llegar a Constantina, Ibn Battuta enfermó, pero a pesar de esta circunstancia decidió retomar el viaje sin detenerse. Posteriormente, visitó las poblaciones de Susa, Gabes y Trípoli, para finalmente llegar a Alejandría. Desde allí había tres rutas comúnmente usadas para ir a La Meca e Ibn Battuta escogió la menos frecuentada: un viaje Nilo arriba (esto es, hacia el sur) y luego hacia el puerto de Aidhab en el mar Rojo. Sin embargo, una rebelión local le impidió llegar a Aydab, debiendo regresar a la capital egipcia.

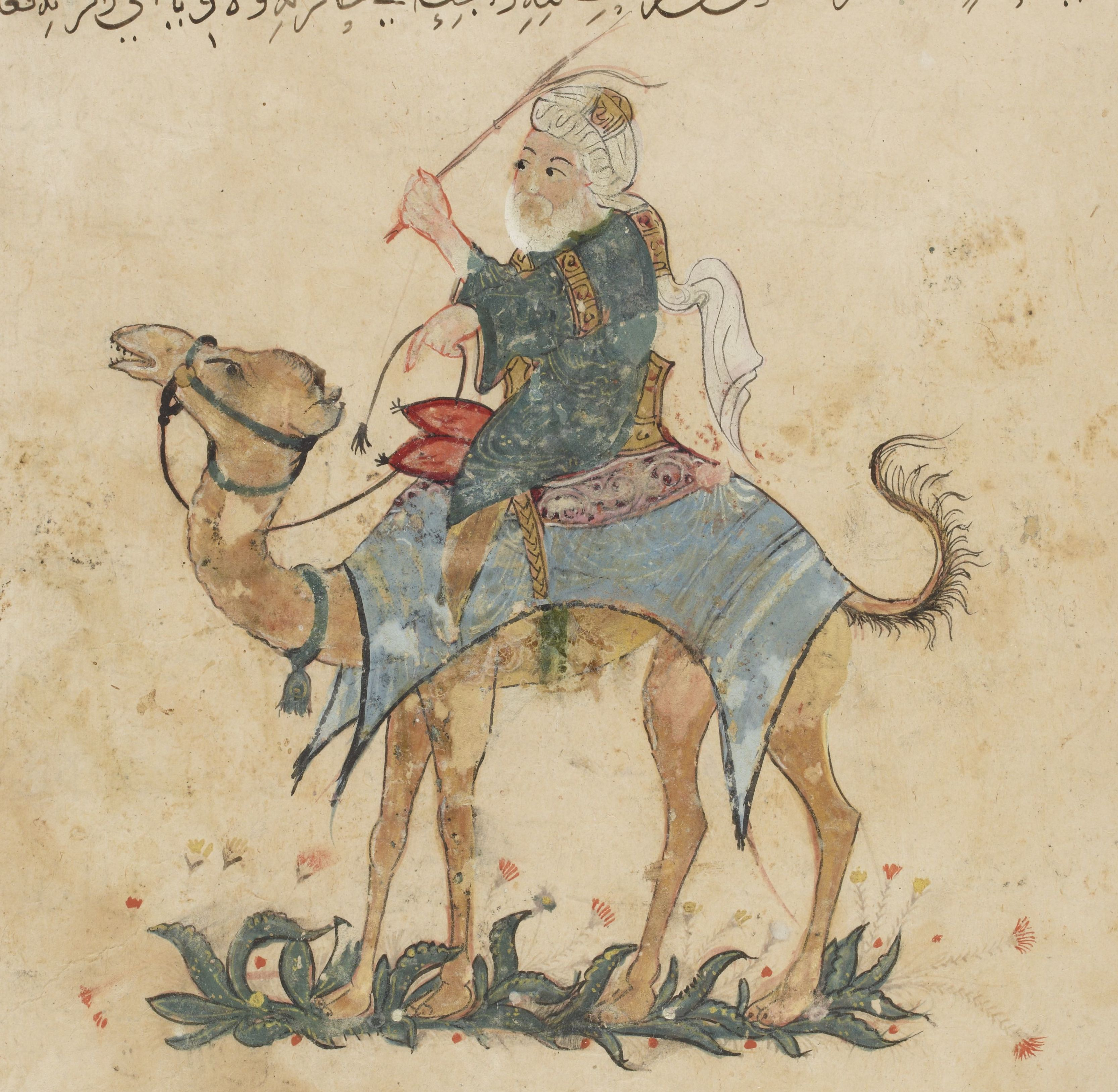
Viajero árabe, ilustración de 1237, obra de Yahya ibn Mahmud al-Wasiti.

Desde la capital arranca un periplo por el País de Sham (Siria y Palestina), que entonces formaba parte de los dominios de la misma dinastía mameluca —la dinastía Bahrí— que gobernaba Egipto. Esto le permitió desplazarse con cierta seguridad, ya que las autoridades mamelucas hacían un especial esfuerzo en mantener segura para los peregrinos la ruta que pasaba por los lugares santos de Hebrón, Belén y Jerusalén.
Tras pasar el mes de ramadán en Damasco, Ibn Battuta siguió con una caravana un viaje de 800 millas que hay hasta Medina, en cuya mezquita principal está enterrado Mahoma. Luego siguió viaje a La Meca, donde cumplió con los ritos habituales de un peregrino musulmán, adquiriendo el apelativo de hacha («peregrino»). En teoría había cumplido los objetivos de su viaje, pero en lugar de volver a Marruecos decidió acompañar a una caravana de peregrinos procedentes de Irak e Irán de regreso a sus hogares.

### Irak, Persia, Kurdistán y regreso a La Meca
Ibn Battuta conoce el Irak gobernado por los mongoles. En primer lugar visita Nayaf, el lugar de enterramiento del cuarto califa, Ali ibn Abi Talib. Desde allí viaja a Basora y luego pasa a Persia, visitando Isfahán, Shiraz y otros lugares. Vuelve a Irak y visita Kufa y Bagdad, la antigua capital de los abbasíes, ahora convertida en ciudad de segundo orden tras haber sido saqueada por las tropas mongolas de Hulagu Jan.
En Bagdad conoce al joven Abu Saíd Bahador Jan, «rey de los dos Irak» y último gobernante del Iljanato unificado, cuya muerte y posterior fragmentación de su reino cuenta también Ibn Battuta en su relato, escrito varias décadas después. Viaja con la caravana real y se desvía de ella acompañando a uno de los príncipes a la ciudad persa de Tabriz en la Ruta de la Seda, para regresar luego al campamento de Abu Saíd. Obtiene del rey el patrocinio para realizar una segunda peregrinación a La Meca, regresando a Bagdad para hacer los preparativos. Ibn Battuta aprovecha el tiempo que resta hasta la salida de la caravana de peregrinos para visitar el norte del país, atravesando poblaciones como Samarra, Tikrit y Mosul y llegando hasta el Kurdistán.
En sus viajes por Irak y Persia, Ibn Battuta tiene ocasión de conocer a los chiíes, rama del islam inexistente en el Magreb, de cuyas creencias abomina y a quienes no oculta su antipatía.
Tras cumplir por segunda vez con el rito del hach, Ibn Battuta permaneció en La Meca durante un año, dedicándose por entero a la vida religiosa, lo que le permitió trabar conocimiento con numerosos peregrinos.

### Yemen y la costa africana
Hacia diciembre de 1330 Ibn Battuta emprende viaje hacia el sur. En Yida se embarca hacia la costa nubia, en el actual Sudán, para cruzar de nuevo el mar Rojo poco después hacia el Yemen, donde es alojado por el Nur ad-Din. De Adén arranca un largo viaje por mar con el que recorrerá las costas de África, el sur de la península arábiga y el golfo Pérsico. Pasando alrededor de una semana en cada uno de sus destinos, visitó Etiopía, Mogadiscio, Mombasa, Zanzíbar y Kilwa Kisiwani, entre otros. Con el cambio del monzón, el barco en que iba embarcado volvió hacia el sur de Arabia. Habiendo completado su aventura, antes de establecerse, inmediatamente decidió ir a visitar Omán y el estrecho de Ormuz. Hecho esto, viajó a La Meca otra vez.

### Asia occidental y central
Al cabo de un año, decidió buscar ocupación con el Sultán de Delhi. Necesitando un guía y traductor para viajar allí, fue a Anatolia, entonces bajo el control de los turcos selyúcidas, para unirse a una de las caravanas que iban hasta la India. Un viaje por mar desde Damasco en un barco genovés lo llevó hasta Alanya en la costa sur de Anatolia. Desde allí viajó por tierra a Konya y después a Sinope, en la costa del mar Negro.
Cruzando el mar Negro, Ibn Battuta tomó tierra en Kaffa, en Crimea, y entró en las tierras de la Horda de Oro. Allí compró un carro y de manera fortuita se unió a la caravana de Ozbeg, el kan de la Horda de Oro, en un viaje hasta Astracán en el río Volga.
Tras alcanzar Astracán, el kan permitió a una de sus esposas embarazadas volver a dar a luz en su ciudad de origen, Constantinopla. No es quizá una sorpresa para el lector que Ibn Battuta persuadiera a alguien para poder viajar en esa expedición, la primera de las suyas fuera de los límites del mundo islámico.
Tras llegar allí hacia el final del 1332, encontró al emperador Andrónico III y vio el exterior de Santa Sofía. Después de un mes en la ciudad, volvió sobre su ruta hacia Astracán, continuó más allá del mar Caspio y el mar de Aral a Bujará y Samarcanda. Desde allí viajó hacia el sur hasta Afganistán, cuyos pasos de montaña cruzó para seguir a la India.

### India
El Sultanato de Delhi era una adición relativamente nueva a Dar al-Islam (la tierra del Islam), y el sultán había decidido traer tantos estudiosos musulmanes como fuera posible para consolidar su dominio. Con la sabiduría adquirida en sus años de estudio mientras estaba en La Meca, Ibn Battuta fue nombrado qadi ("juez") por el sultán Muhammad bin Tughluq.
Pero el Sultán era incluso más arbitrario que lo usual en su época e Ibn Battuta pasó de vivir la cómoda vida de un subordinado de confianza a estar bajo sospecha por muchas razones. Con el tiempo decidió irse, bajo pretexto de hacer otra peregrinación a La Meca, pero el Sultán le ofreció la posibilidad de ir como embajador a China. Ante la oportunidad, tanto de alejarse del sultán, como de visitar nuevas tierras, Ibn Battuta aceptó.
En ruta hacia la costa, él y su grupo fueron atacados por rebeldes hindúes y separado de los otros le robaron y casi perdió la vida. No obstante, logró alcanzar a la caravana en dos días y continuó su viaje a Cambay. Desde allí embarcaron hacia Calicut. Pero, mientras Ibn Battuta visitaba una mezquita en la costa, se desencadenó una tormenta y dos de los barcos de su expedición resultaron hundidos. El tercero, entonces, partió sin él y terminó requisado por un rey local en Sumatra unos meses más tarde.
Temeroso de volver a Delhi fracasado, permaneció un tiempo en el sur, bajo la protección de Jamal al-Din al-Afghani, pero cuando este hombre justo fue derrocado, Ibn Battuta debió abandonar completamente la India. Decidió continuar hacia China con un desvío a las Maldivas.
En las Maldivas pasó nueve meses, mucho más de lo que se proponía. Su saber como qadi era muy apreciado en las islas y fue medio sobornado medio secuestrado para quedarse. Nombrado juez en jefe y casado dentro de la familia real, se llegó a ver enredado en la política local, y terminó por marcharse de mala manera, al imponer Battuta juicios estrictos en el reino isleño, habituado al "dejar hacer". Desde allí, continuó a Ceilán para visitar el Pico de Adán.
Al poco de salir de Ceilán, su barco casi se hundió en medio de una tormenta, luego el barco que lo rescató fue atacado por piratas. Desembarcado en la costa, Ibn Battuta una vez más rehízo su camino de vuelta a Calicut, desde donde navegó a las Maldivas de nuevo antes de embarcar en un junco chino y tratar otra vez de alcanzar China.

### Sureste asiático y China
Esta vez tuvo éxito, alcanzando en rápida sucesión Chittagong, Sumatra, Vietnam, y finalmente Quanzhou, provincia de Fujian, en China. Desde allí siguió al norte hasta Hangzhou, no lejos de la moderna Shanghái. También pretendió haber viajado incluso más al norte, por el Gran Canal a Janbalic (خاب باليق) (Pekín), pero se cree que es una de sus invenciones, no un hecho real...

### Vuelta a Marruecos por el Mediterráneo. Viaje por España
De vuelta a Quanzhou, Ibn Battuta decidió volver a casa, aunque era un pequeño problema saber exactamente dónde fuera «su casa». Volviendo a Calicut una vez más, consideró acogerse a la piedad de Muhammad bin Tughluq, pero lo pensó mejor y decidió seguir a La Meca otra vez. Volviendo vía Ormuz y el Il-Khanato vio que el estado se deshacía en una guerra civil, habiendo muerto Abu Sa'id desde su anterior viaje allí.
Volviendo a Damasco, con la intención de seguir otra vez la ruta de su primer hach, supo que su padre había muerto. La muerte estuvo presente durante el año siguiente porque la peste negra había comenzado, e Ibn Battuta estaba a su alcance conforme se extendía por Siria, Palestina y Arabia. Tras llegar a La Meca, decidió volver a Marruecos, casi un cuarto de siglo después de salir de allí. Durante el viaje hizo un último desvío hasta Cerdeña y luego volvió a Tánger para descubrir que su madre también había muerto, pocos meses antes.
Habiéndose afincado en Tánger durante unos años, Ibn Battuta comienza un viaje a al-Andalus (España musulmana). Por entonces Alfonso XI de Castilla amenazaba con conquistar Gibraltar, e Ibn Battuta se unió a un grupo de musulmanes que salían de Tánger con la intención de defender el peñón. Cuando llegó, Alfonso había muerto de la peste negra y la amenaza había desaparecido, así que Ibn Battuta decidió seguir el viaje por placer. Viajó desde Gibraltar a Ronda, Marbella y Málaga (ciudad de la que hace grandes elogios), desde la que sube a Vélez, Alhama y Granada para, desandando el mismo camino, regresar a Gibraltar y cruzar a Ceuta (cf. Voyages, vol. 4, pp. 354-374).
Al volver de España decidió viajar por una de las pocas partes del mundo musulmán que nunca había explorado: su propio país, Marruecos. En su vuelta a casa se detuvo un poco en Marrakech, que era casi una ciudad fantasma tras la reciente epidemia y el cambio de la capital a Fez.
Una vez más retornó a Tánger y una vez más volvió a partir. Dos años antes de su primer viaje a El Cairo, el rey del Imperio de Malí, Mansa Musa, había pasado por esa ciudad en su propio hach y había causado sensación con sus extravagantes riquezas; algo así como la mitad del suministro mundial de oro en ese tiempo venía de África Occidental. Aunque Ibn Battuta nunca lo menciona abiertamente, esas noticias oídas durante su propio viaje debieron de incitar su curiosidad, porque decidió partir y visitar ese reino musulmán en el otro extremo del desierto del Sahara.

### África occidental
A finales de 1351, Ibn Battuta partió de Fez, alcanzando la última localidad de Siyilmasa poco más de una semana después. Esta localidad de Siyilmasa es conocida por ser "las puertas del desierto". Cuando las caravanas de invierno comenzaron pocos meses más tarde, se unió a una a ellas, y en un mes estaba en la localidad de Taghaza, en el Sáhara Central, perteneciente al reino de Malí. Centro del comercio de la sal, Taghaza estaba inundada de sal y de oro de Malí, aunque Ibn Battuta no tuvo una favorable impresión del lugar. En esta aldea solo habitaban esclavos que trabajarían en la explotación de las minas de sal. La importancia de este mineral era tal, que estos pobladores usarían la sal como moneda de cambio. De su estancia de diez días dirá que era el lugar con más moscas en el que había estado. Otro viaje de 800 km a través de la peor parte del desierto lo llevó a Mali, y más exactamente a la localidad de Walata.
Desde allí viajó al suroeste a lo largo de un río que él creía ser el Nilo, pero que era realmente el río Níger, hasta que alcanzó la capital de Imperio de Malí. Sobre este trascurso del río, va a dejar un testimonio que refleja una de las maneras de comprender los relatos de viajes de la época. Esa visión frente a lo diferente se encontrará por tanto a la hora de hablar de caballo para referirse a los hipopótamos:

Ganamos un gran canal que sale del Nilo y que no se puede franquear sino en barca (…) Una vez llegados al canal contemplé cerca de la ribera dieciséis bestias, de naturaleza enorme, que me dejaron asombrado y pensé que se trataría de elefantes, los cuales abundan por allá, pero luego vi cómo entraban en el río y dije a Abū Bakr b. Ya‘qūb: «¿Qué animales son éstos?». Él me respondió: «Se trata de caballos de mar que salieron a pacer a tierra». Son más gruesos que los caballos, tienen crines y cola y las cabezas semejantes a las de los equinos, pero las patas se parecen a las del elefante.
Ibn Battuta

Una vez en la capital del Imperio, encontró a Mansa Soulayman, rey desde 1341. Aunque dudoso por la escasa hospitalidad del rey, permaneció, sin embargo, durante ocho meses antes de volver hacia el Níger y hasta Tombuctú que, aunque en los siguientes dos siglos llegaría a ser la ciudad más importante de la región, en esa época era pequeña e insignificante, e Ibn Battuta pronto siguió adelante. En algún lugar de su viaje a través del desierto recibió un mensaje del sultán de Marruecos ordenándole volver a casa. Así lo hizo, y esta vez se quedó. En la parte de su rihla sobre este Imperio del Malí, expondrá esa ruptura entre la magnificencia oriental y de otros lugares visitados, y la escasa suntuosidad no solo en sus costumbres alimenticias, sino también en sus ropajes y en su forma de comportarse ante los invitados.

### Confrontación con el África Negra
A raíz de su viaje por el Imperio de Malí, incorporará Ibn Battuta en su obra un apartado con el nombre de Virtudes y defectos de los negros, a mi entender. Los aspectos negativos que va a señalar de estos van a ir, desde su desnudez y el libertinaje de sus mujeres, hasta su práctica de «comer burros, perros y carroña».
En cuanto a los aspectos virtuosos remarcados por el viajero dentro de esta cultura van a ser, en primer lugar, la seguridad que hay en los territorios, mencionando que no se teme ningún asalto de maleantes o ladrones. Al mismo tiempo, también remarcará la rectitud de los rezos y su sentido de la justicia.
También sobre su paso por el río Níger aludirá a la aparición de un negro en el cauce:

Del río vi un cocodrilo, cerca de la orilla, que era como una barquichuela. Cierto día bajé al Nilo para cumplir una necesidad y he aquí que un negro vino y se plantó entre el cauce y yo. Quedé espantado de su mala educación y desvergüenza y referí el asunto a algunas personas que me dijeron: «Hizo eso porque temía por ti, para protegerte del cocodrilo se situó entre tú y él».
Ibn Battuta

La importancia de estos relatos ha sido estudiada bajo la perspectiva del estudio de los fenómenos de otredad, en el sentido de como a partir de los relatos de viajes no solo se puede extraer información sobre las distintas hazañas, sino que también sobre la mirada de los viajeros con respecto al otro; bajo esa comparación entre lo conocido y desconocido.

### Época final

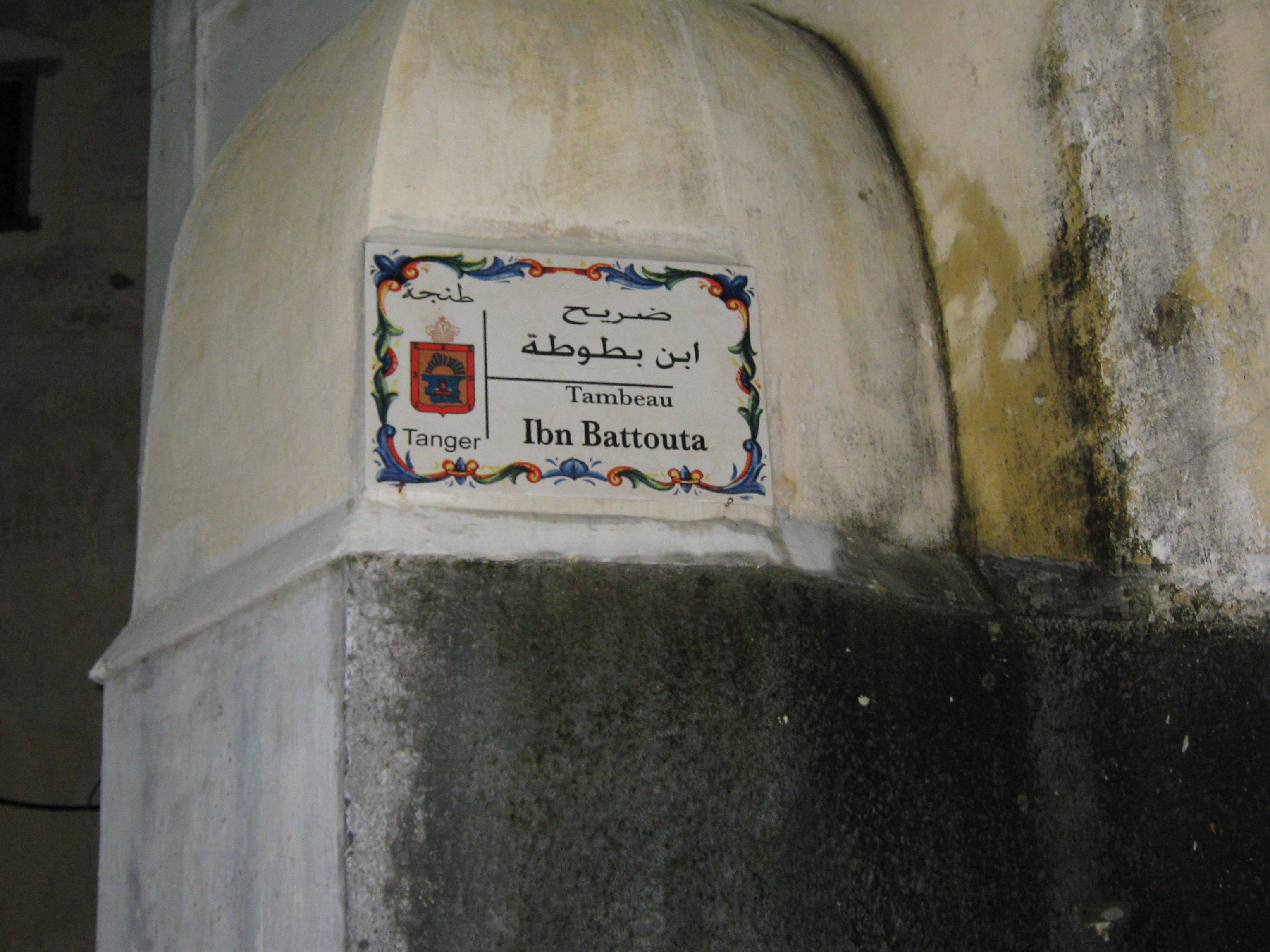
Placa en Tánger, donde se indica el posible lugar de la tumba de Ibn Battuta

Se conoce poco de la vida de Ibn Battuta posterior a la fecha de publicación de la Rihla. Podría haber sido nombrado qadi en Marruecos.
Ibn Battuta murió en Marruecos en algún momento entre 1368 y 1377. Durante siglos su libro fue desconocido, incluso dentro del mundo musulmán, pero en el siglo XIX fue redescubierto y traducido a varios idiomas europeos. Desde entonces la fama de Ibn Battuta ha ido creciendo y es ahora una figura bien conocida en el Oriente Medio.
En la medina de Tánger Ibn Battuta tiene un pequeño mausoleo familiar, que es lugar de oración.

## Obras

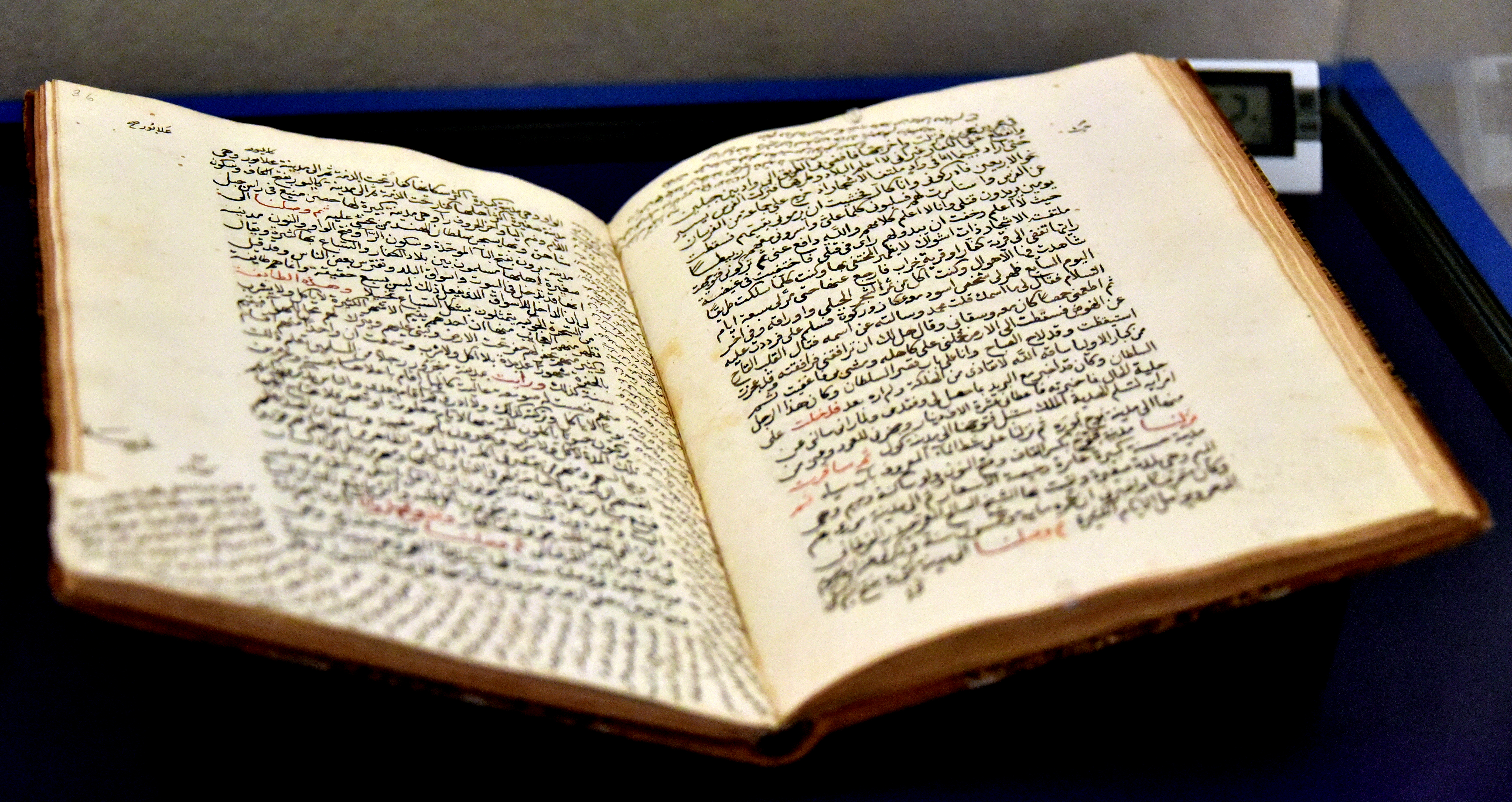
Copia histórica de partes seleccionadas del Relato de viaje de Ibn Battuta, 1836, El Cairo

Después de regresar a casa de sus viajes en 1354, y por sugerencia del gobernante mariní de Marruecos, Abu Inan Faris, Ibn Battuta dictó un relato en árabe de sus viajes a Ibn Yuzayy, un erudito a quien había conocido previamente en Granada. Ese relato es la única fuente de las aventuras de Ibn Battuta. El título completo del manuscrito puede traducirse como Una obra maestra para quienes contemplan las maravillas de las ciudades y las maravillas del viaje (تحفة النظار في غرائب الأمصار وعجائب الأسفار , Tuḥfat an-Nuẓẓār fī Gharāʾib al-Asjār fī Gharāʾib al-Asjārrib al-Asjār). Sin embargo, a menudo se lo conoce simplemente como Los viajes (الرحلة , Rihla), en referencia a una forma estándar de literatura árabe.
No hay indicios de que Ibn Battuta haya tomado notas o haya tenido algún diario durante sus veintinueve años de viaje. Cuando llegó a dictar el relato de sus experiencias, tuvo que confiar en la memoria y los manuscritos producidos por viajeros anteriores. Ibn Juzayy no reconoció sus fuentes y presentó algunas de las descripciones anteriores como las propias observaciones de Ibn Battuta. Al describir Damasco, La Meca, Medina y algunos otros lugares de Oriente Medio, copió pasajes del relato del andaluz Ibn Jubayr que había sido escrito más de 150 años antes.
De manera similar, la mayoría de las descripciones de Ibn Juzayy de lugares en Palestina fueron copiadas de un relato del viajero del siglo XIII Muhammad al-Abdari.
Los eruditos no creen que Ibn Battuta visitó todos los lugares que describió y argumentan que para proporcionar una descripción completa de lugares en el mundo musulmán, se basó en pruebas de oídas y utilizó relatos de viajeros anteriores. Por ejemplo, se considera muy poco probable que Ibn Battuta hiciera un viaje por el río Volga desde New Sarai para visitar Bolghar y existen serias dudas sobre una serie de otros viajes, como su viaje a Sana'a en Yemen, su viaje de Balkh a Bistam en Khorasan y su viaje por Anatolia.
La afirmación de Ibn Battuta de que un magrebí llamado «Abu'l Barakat el bereber» convirtió las Maldivas al islam se contradice con una historia completamente diferente que dice que las Maldivas se convirtieron al islam después de que un tabrizi llamado Maulana Shaikh Yusuf Shams-ud realizara milagros -din según el Tarikh, la historia oficial de las Maldivas.
Algunos académicos también han cuestionado si realmente visitó China. Ibn Battuta pudo haber plagiado secciones enteras de sus descripciones de China tomadas de obras de otros autores como «Masalik al-absar fi mamalik al-amsar» de Shihab al-Umari, Sulaiman al-Tajir, y posiblemente de Al Juwayni, Rashid al din y un romance con Alexander. Además, la descripción de Ibn Battuta y los escritos de Marco Polo comparten secciones y temas extremadamente similares, con algunos de los mismos comentarios, por ejemplo, es poco probable que el tercer califa Uthman ibn Affan tuviera a alguien con el mismo nombre en China que fue encontrado por Ibn Battuta.
Sin embargo, incluso si la Rihla no se basa completamente en lo que su autor presenció personalmente, proporciona un relato importante de gran parte del mundo del siglo XIV. Ibn Battuta usó concubinas como en Delhi.: 111–13, 137, 141, 238  Se casó con varias mujeres, se divorció al menos de algunas de ellas, y en Damasco, Malabar, Delhi, Bukhara y las Maldivas tuvo hijos de ellas o de concubinas. Ibn Battuta insultó a los griegos como «enemigos de Alá», borrachos y «comedores de cerdos», mientras que al mismo tiempo en Éfeso compró y usó a una chica griega que era una de sus muchas esclavas en su harén a través de Bizancio, Khorasan, África y Palestina. Pasaron dos décadas antes de que regresara nuevamente para averiguar qué le sucedió a una de sus esposas y su hijo en Damasco.
Ibn Battuta a menudo experimentó un choque cultural en las regiones que visitó donde las costumbres locales de los pueblos recién convertidos no encajaban con su origen musulmán ortodoxo. Entre los turcos y los mongoles, se asombró de la libertad y el respeto de que gozaban las mujeres y comentó que al ver a una pareja turca en un bazar se podía suponer que el hombre era el sirviente de la mujer cuando en realidad era su marido. También sintió que las costumbres de vestir en las Maldivas y algunas regiones subsaharianas en África eran demasiado reveladoras.
Poco se sabe sobre la vida de Ibn Battuta después de completar su Rihla en 1355. Fue nombrado juez en Marruecos y murió en 1368 o 1369.
La obra de Ibn Battuta fue desconocida fuera del mundo musulmán hasta principios del siglo XIX, cuando el viajero-explorador alemán Ulrich Jasper Seetzen (1767-1811) adquirió una colección de manuscritos en Oriente Medio, entre los que se encontraba un volumen de 94 páginas que contenía una versión abreviada del texto de Ibn Juzayy. Tres extractos fueron publicados en 1818 por el orientalista alemán Johann Kosegarten. Un cuarto extracto se publicó al año siguiente. Los estudiosos franceses fueron alertados de la publicación inicial por una extensa reseña publicada en el Journal de Savants por el orientalista Silvestre de Sacy.
El viajero suizo Johann Ludwig Burckhardt adquirió tres copias de otro manuscrito resumido y las legó a la Universidad de Cambridge. Dio una breve descripción de su contenido en un libro publicado póstumamente en 1819. El texto árabe fue traducido al inglés por el orientalista Samuel Lee y publicado en Londres en 1829.
En la década de 1830, durante la ocupación francesa de Argelia, la Bibliothèque Nationale (BNF) de París adquirió cinco manuscritos de los viajes de Ibn Battuta, de los cuales dos estaban completos. Un manuscrito que contiene solo la segunda parte de la obra está fechado en 1356 y se cree que es el autógrafo de Ibn Juzayy. Los manuscritos BNF fueron utilizados en 1843 por el orientalista irlandés-francés Barón de Slane para producir una traducción al francés de la visita de Ibn Battuta al Sudán. También fueron estudiados por los eruditos franceses Charles Defrémery y Beniamino Sanguinetti. A partir de 1853 publicaron una serie de cuatro volúmenes que contienen una edición crítica del texto árabe junto con una traducción al francés. En su introducción, Defrémery y Sanguinetti elogiaron las anotaciones de Lee, pero criticaron su traducción que, según ellos, carecía de precisión, incluso en pasajes sencillos.
En 1929, exactamente un siglo después de la publicación de la traducción de Lee, el historiador y orientalista Hamilton Gibb publicó una traducción al inglés de partes seleccionadas del texto árabe de Defrémery y Sanguinetti. Gibb había propuesto a la Sociedad Hakluyt en 1922 que debería preparar una traducción anotada de toda la Rihla al inglés. Su intención era dividir el texto traducido en cuatro volúmenes, cada volumen correspondiente a uno de los volúmenes publicados por Defrémery y Sanguinetti. El primer volumen no se publicó hasta 1958. Gibb murió en 1971, habiendo completado los tres primeros volúmenes. El cuarto volumen fue preparado por Charles Beckingham y publicado en 1994. El texto impreso de Defrémery y Sanguinetti se ha traducido ahora a varios otros idiomas.

### Publicaciones
- The Travels of Ibn Batūta, Cambridge, 1829 (reed. digital Cambridge, 2012).
- Voyages d'Ibn Batoutah, tr. par C. Defrémery et B.R. Sanguinetti, los 4 vols., París, 1853-1879.
- Voyages d'Ibn Batoutah, texte arabe, accompagné d'une tr. par C. Defrémery et B.R. Sanguinetti, vol. 4, e índice alfabético de la obra, París, 1858, en Google Books (viaje de España: pp. 354-373).
- Estudios parciales por países, en GB.
- Ibn Battuta, A través del Islam, traducción: Serafín Fanjul y Federico Arbós, Alianza Editorial, 2005, Madrid, ISBN 84-206-4585-0 (1.ª ed., 1981).